# Harry John Lawson
Henry John Lawson, também conhecido como Harry Lawson, (Londres, 23 de fevereiro de 1852 – 1925)  foi um designer de bicicletas, ciclista de corrida, pioneiro da indústria automobilística e fraudador britânico. Como parte de sua tentativa de criar e controlar uma indústria automobilística britânica, Lawson formou e lançou a The Daimler Motor Company Limited em Londres em 1896. Mais tarde começou a fabricar em Coventry. Lawson organizou a viagem 1896 Emancipation Day, atualmente comemorada anualmente pela London to Brighton Veteran Car Run no mesmo percurso.

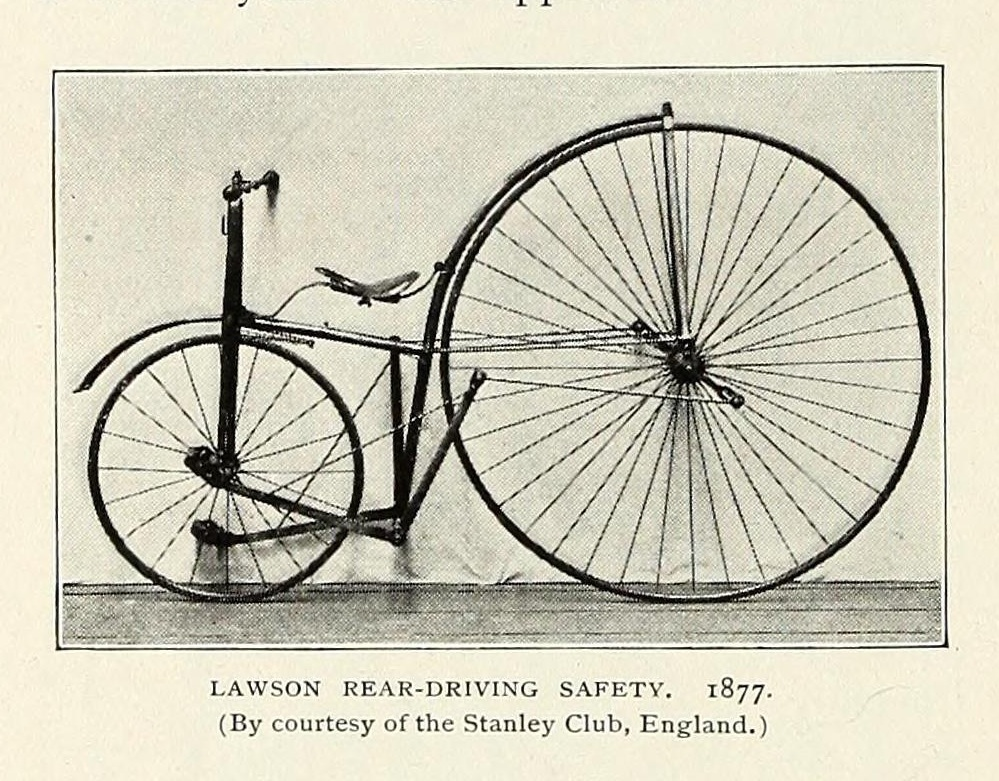
Bicicleta segura de Lawson, com tração traseira (1877)

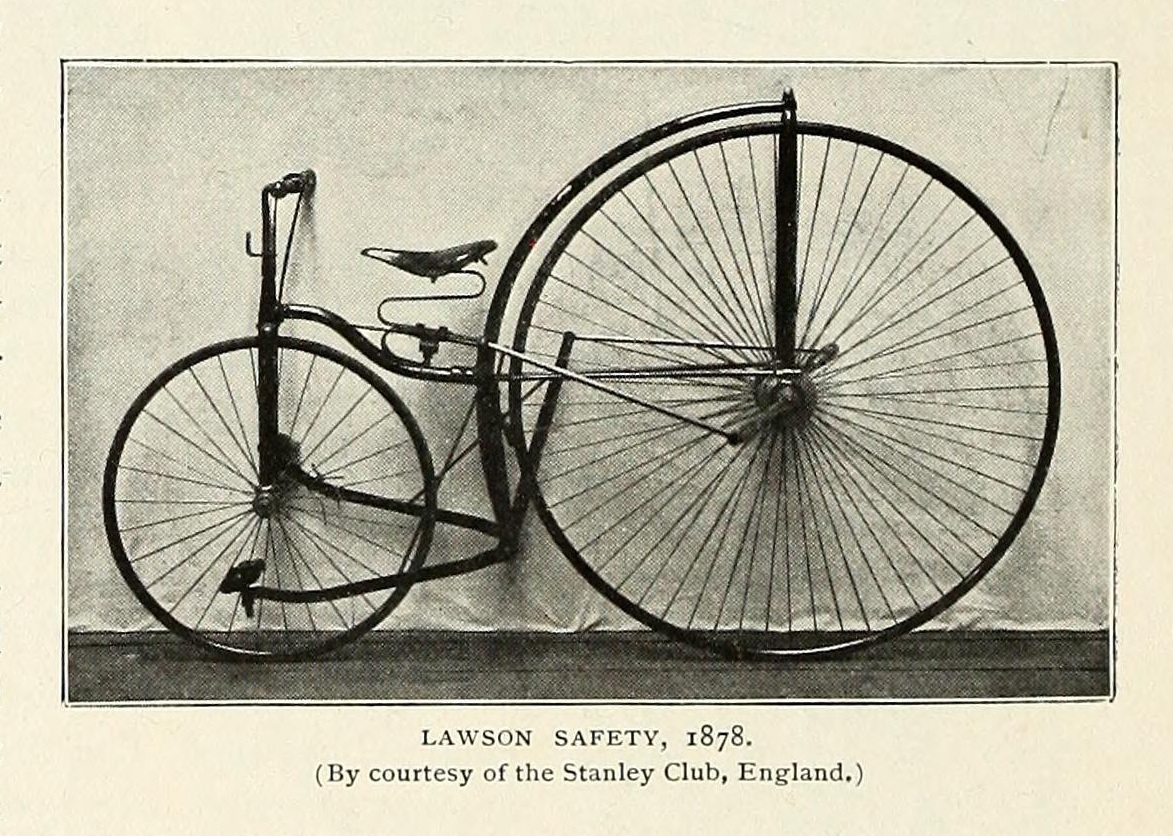
Bicicleta segura de Lawson (1878)

Bicicleta Lawson 1879

## Primeiros anos
Lawson nasceu em Londres em 23 de fevereiro de 1852, filho de Thomas Lawson e sua mulher Anne Lucy Kent.
Em 1873 a família mudou-se para Brighton e Lawson projetou vários tipos de bicicleta. Seus esforços foram descritos como o "primeiro design autêntico de bicicleta segura com acionamento por corrente até a roda traseira que foi efetivamente construída", e foi classificado ao lado de John Kemp Starley como inventor da bicicleta moderna.

## Promotor de motores
Lawson viu grandes oportunidades na criação de uma indústria de automóveis na Grã-Bretanha e procurou enriquecer ao reunir importantes patentes e empresas de fachada.
Em 1895, como uma das muitas tentativas de promover seus esquemas e pressionar o Parlamento pela eliminação do Red Flag Act, Lawson e Frederick Richard Simms fundaram o Motor Car Club of Britain.
Lawson e o Motor Car Club organizaram a primeira London to Brighton run, a "Corrida da Emancipação", realizada em 14 de novembro de 1896 para celebrar o relaxamento do Red Flag Act, que facilitou o início do desenvolvimento da indústria automobilística britânica.
Lawson tentou monopolizar a indústria automobilística britânica através da aquisição de patentes estrangeiras. Ele adquiriu direitos britânicos exclusivos para fabricar veículos De Dion-Bouton e Léon Bollée Automobiles. Fundou uma sucessão de empresas promocionais, incluindo o The British Motor Syndicate (BMS), que foi o primeiro de muitos dos esquemas de Lawson a entrar em colapso em 1897. Lawson também fundou a British Motor Company, a British Motor Traction Company, a The Great Horseless Carriage Company, a Motor Manufacturing Company e com Edward Joel Pennington formou a Anglo-American Rapid Vehicle Company. Com seu grande sucesso, a The Daimler Motor Company Limited, comprou os direitos de Gottlieb Daimler, embora essa empresa também fosse reorganizada em 1904. Após uma sucessão de falhas nos negócios, o British Motor Syndicate foi reorganizado e renomeado British Motor Traction Company em 1901, liderada por Selwyn Edge.